# Buchu
Agathosma betulina
Espèce
Classification phylogénétique
Le buchu  ou bucco (Agathosma betulina) est une espèce de plantes à fleurs de la famille des Rutacées. C'est un petit arbuste originaire d'Afrique du Sud.
Synonyme : Barosma betulina (Bergius) Bartling & Wendl. f.

## Utilisation
Le buchu est une plante aromatique qui contient des huiles essentielles. Ses feuilles sont récoltées pendant la floraison, puis séchées. Les huiles volatiles sont ensuite extraites par distillation à la vapeur et sont employées en aromathérapie et en parfumerie. Selon la médecine populaire, le buchu posséderait des propriétés antiseptiques et diurétiques. On l'utilise, entre autres, pour traiter les infections urinaires, le rhumatisme, la goutte et les troubles digestifs.
Le buchu *aide à maintenir la santé du système urinaire. Il *favorise le bon fonctionnement de la prostate.
Son arôme est particulier et son goût rappelle le romarin et la menthe poivrée. 

## Composants
Le buchu se compose de minéraux tels que le potassium, calcium, magnésium, azote et sodium, phosphate, manganèse. Il est doté d'antioxydants, vitamines: A, B, C et E. et de Flavonoïdes (diosmine, hespéridine, quércitine et rutine).